# Folie Titon
La folie Titon est une ancienne folie devenue une manufacture de papiers peints tenue par Jean-Baptiste Réveillon, et située  dans l’ancien faubourg Saint-Antoine, où décolla la première montgolfière, et où commencèrent les émeutes de Paris qui amenèrent à la Révolution française.

## Situation
La folie Titon occupait un quadrilatère compris entre la rue Faidherbe, la rue Chanzy, la rue des Boulets et la rue de Montreuil et dont l'entrée se situait au niveau de l'actuel no 31 bis de cette rue.

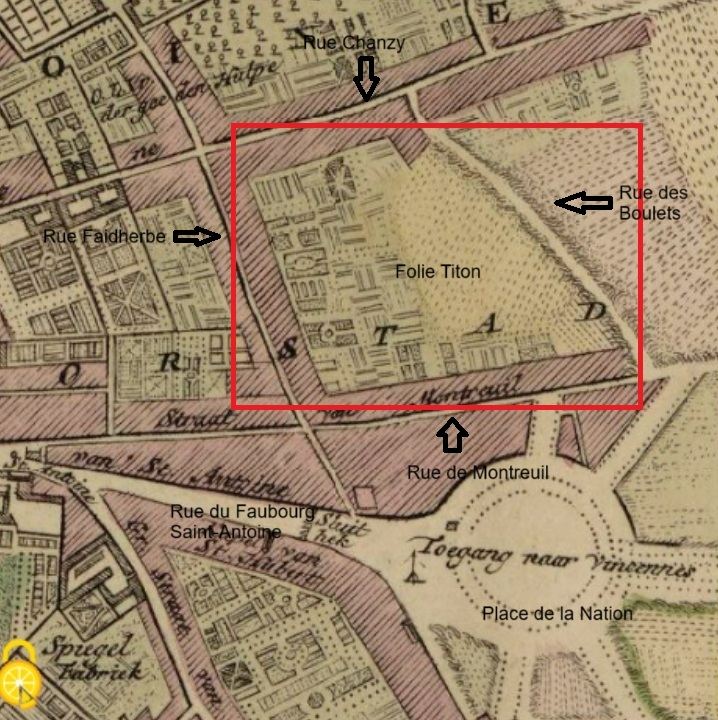
Emplacement de la folie Titon.

## Historique

### Construction et affectation
La folie Titon fut construite en 1673 par Maximilien Titon, directeur des manufactures royales d'armes, comme maison de campagne. La folie Titon formait, rue de Montreuil, une magnifique habitation, dont les plafonds avaient été peints par Charles de La Fosse.
Rachetée en 1765 par Jean-Baptiste Réveillon qui la convertit en fabrique de papiers peints, elle reçoit en 1784 le nom de « Manufacture royale de papiers peints ».
L'aéronaute Pilâtre de Rozier fit les premières expériences des ballons des frères Montgolfier dans les jardins de la folie Titon.
En avril 1789, face à la menace de réduction des salaires, les émeutiers mirent la maison au pillage. Tout fut brûlé, anéanti, et l'effigie de Réveillon, qui s'était réfugié à la Bastille, fut brûlée. L'émeute, qui se propagea dans le Faubourg Saint-Antoine, fut noyée dans le sang par les troupes royales.

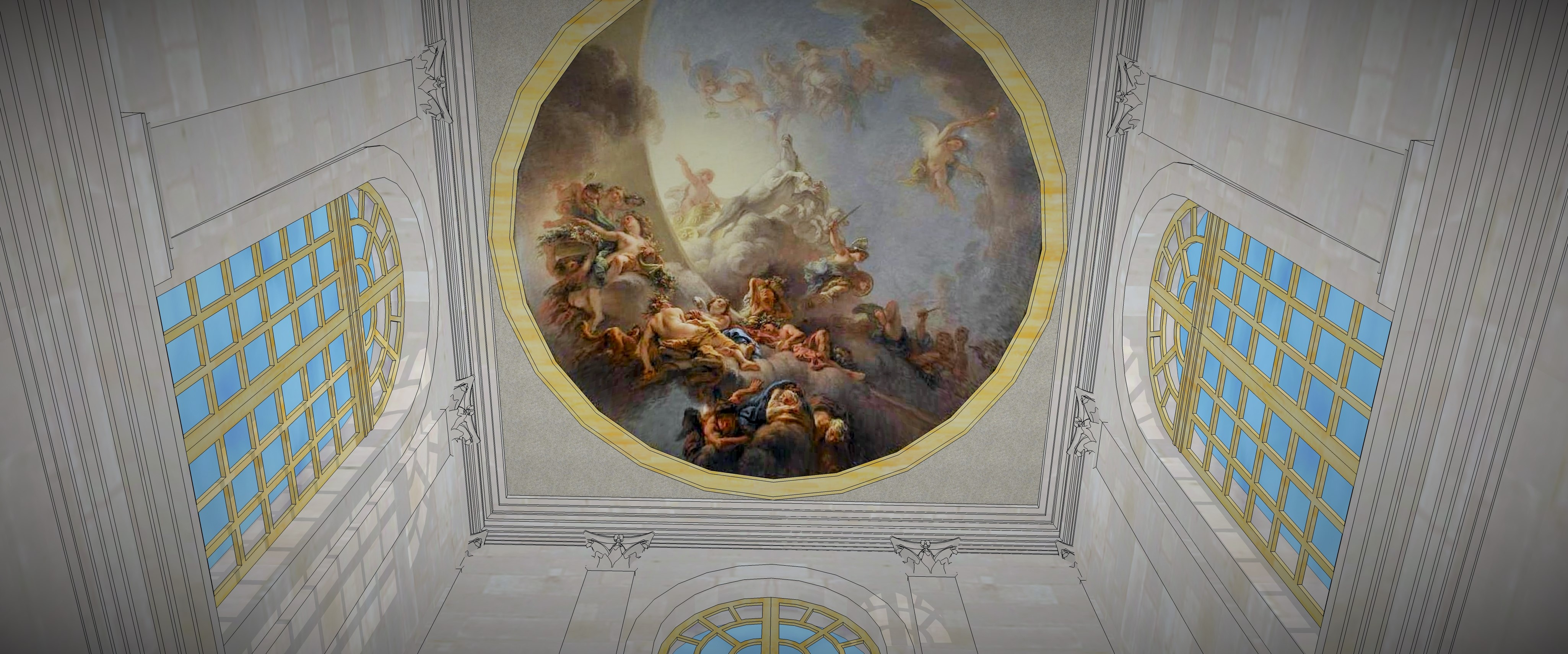
Schéma du salon central de la folie Titon, peint par Charles de La Fosse sur le thème du Soleil levant.
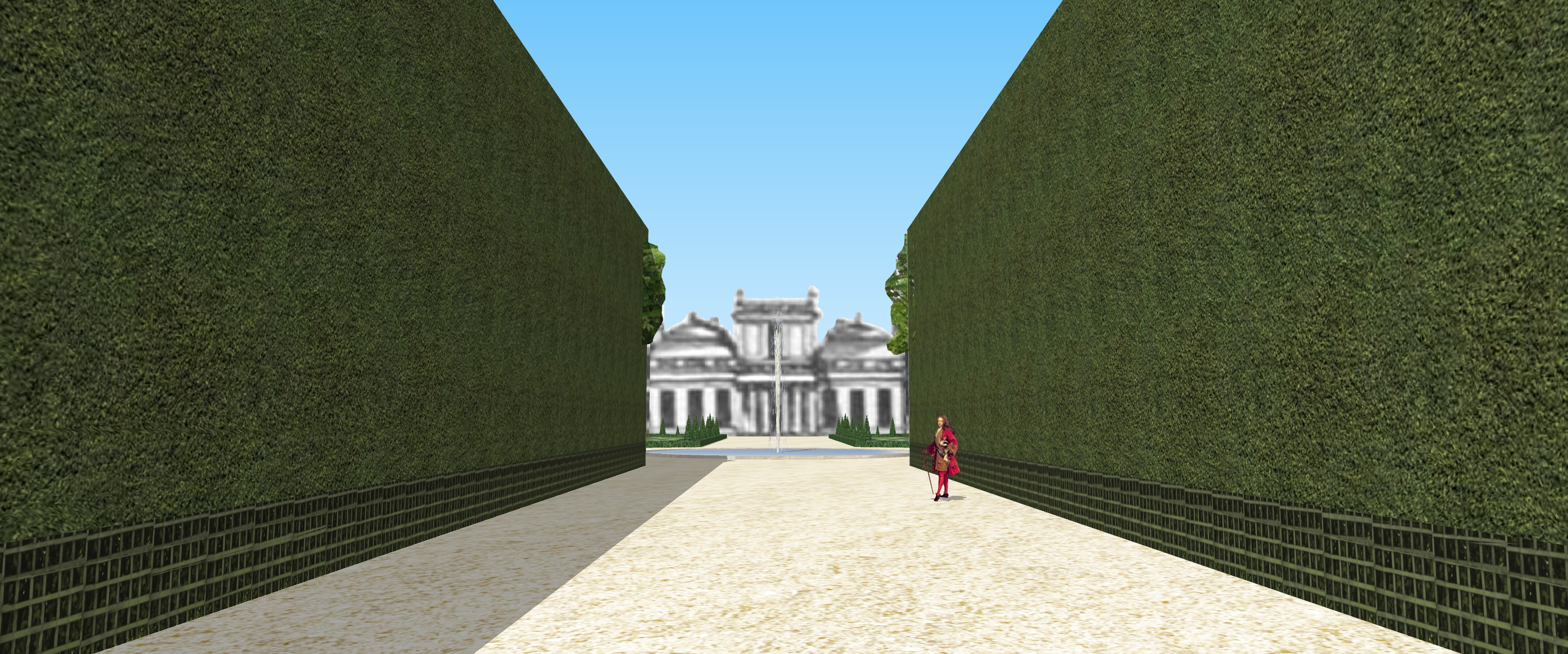
Vue de la folie Titon depuis le bout du jardin. Seul le pavillon central est visible.
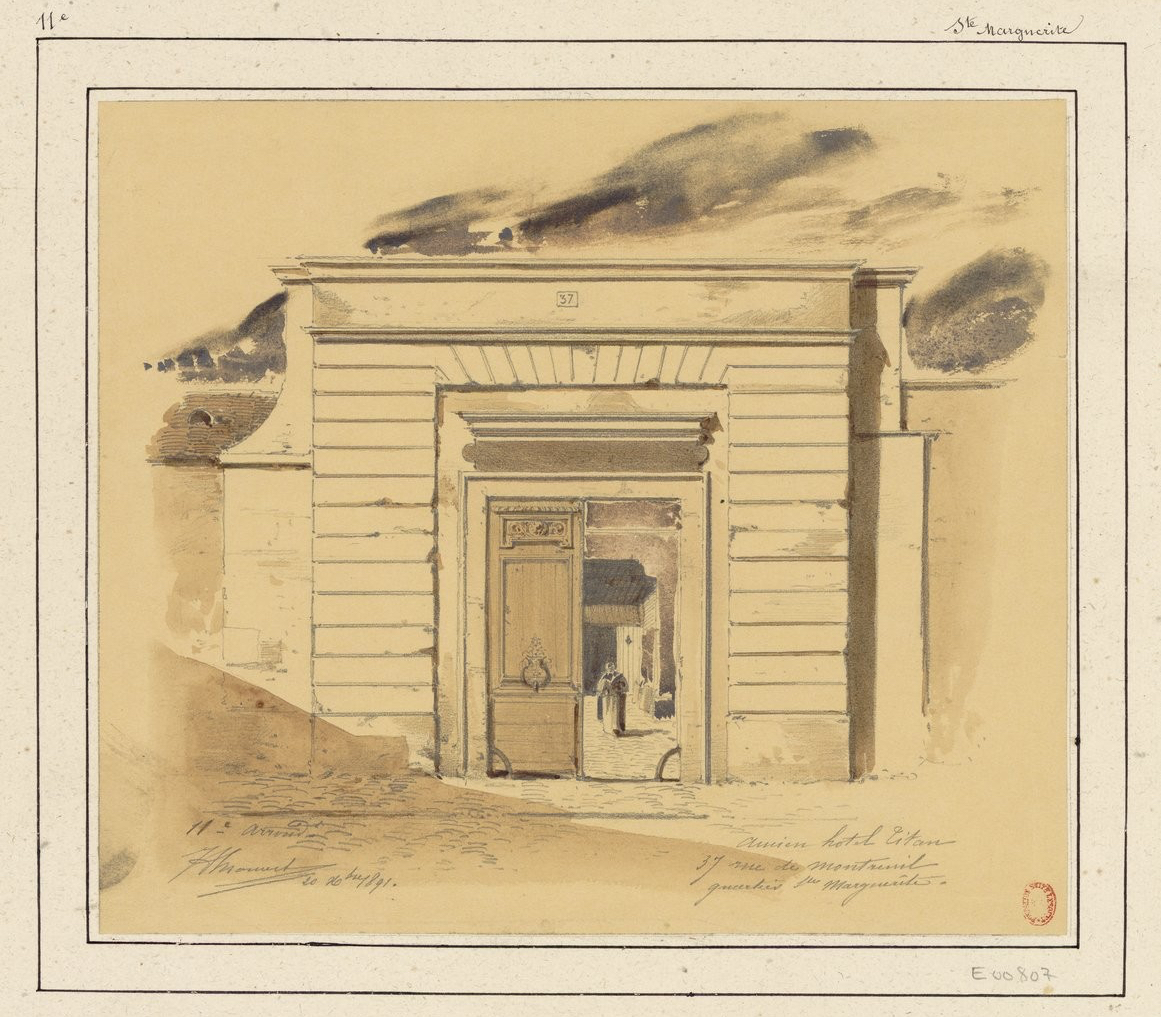
Ancien portail, 37 rue de Montreuil.
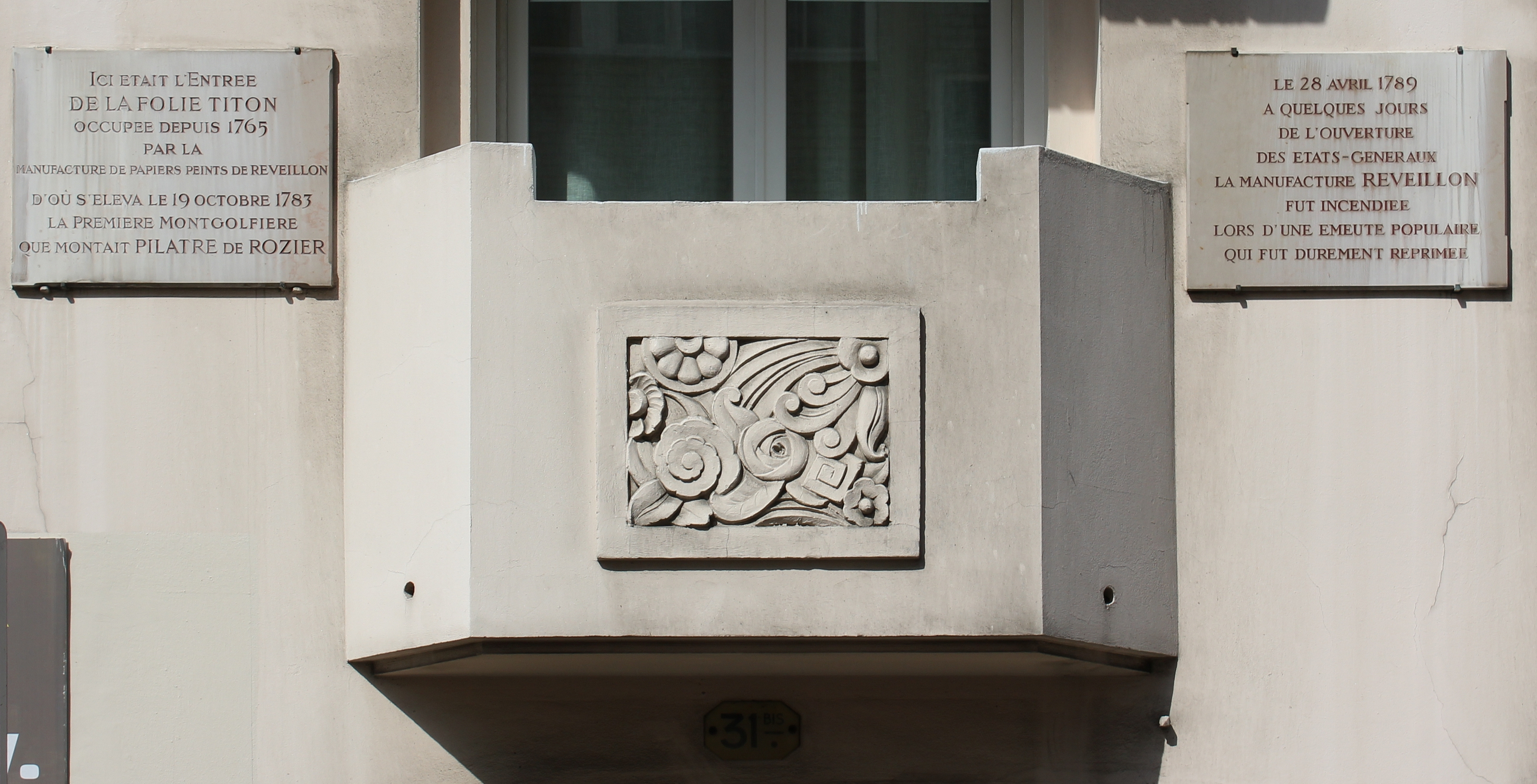
Plaques commémoratives, rue de Montreuil.

### Premier vol habité
Le 19 octobre 1783, ce bâtiment entre dans l'histoire lorsque le premier aéronef habité, un ballon aérostatique en vol captif, ensuite dénommé « montgolfière », y décolle avec à son bord le physicien Pilâtre de Rozier et Giroud de Villette. Ce ballon avait été construit dans la manufacture, par Joseph-Michel et Jacques-Étienne Montgolfier et Jean-Baptiste Réveillon.

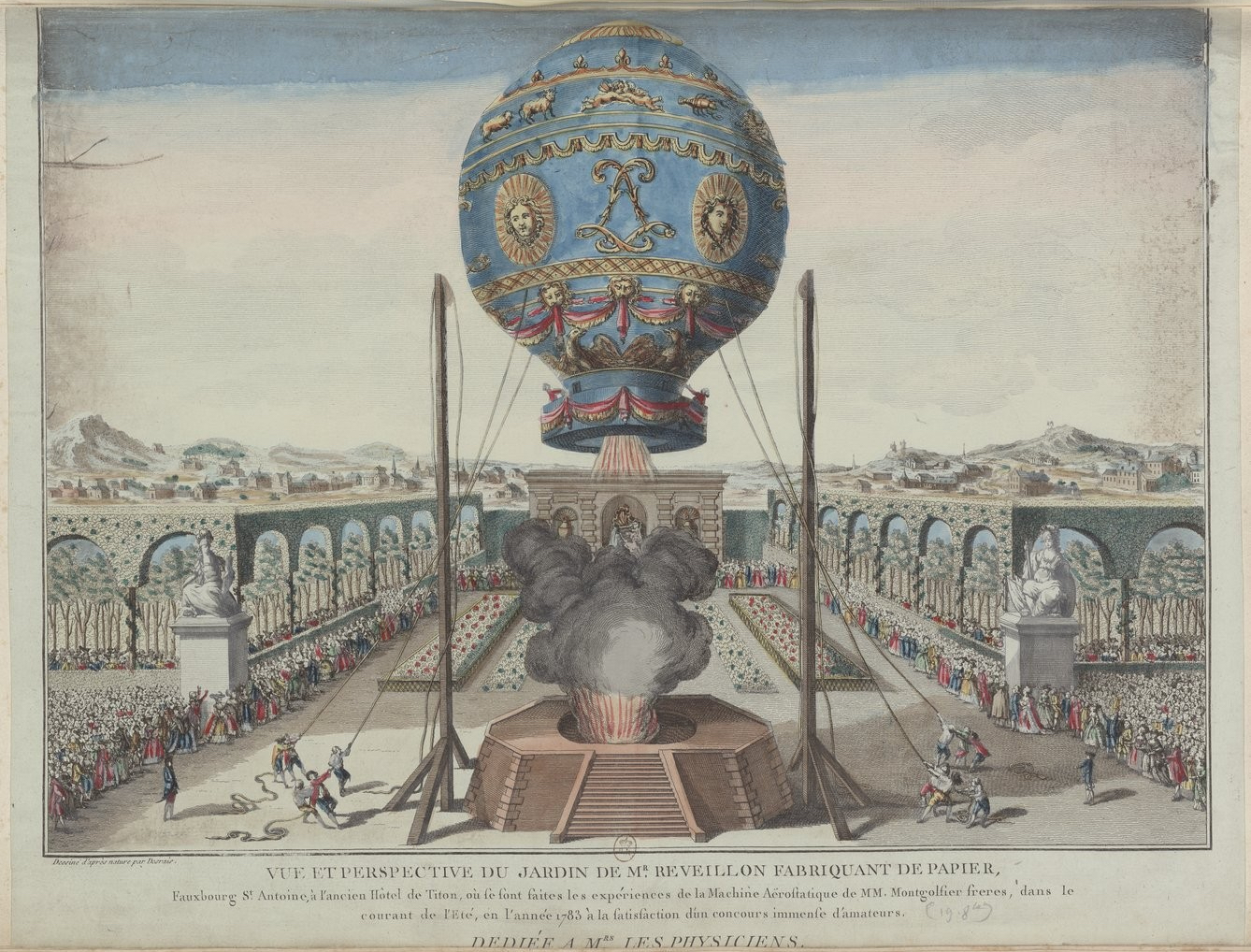
Gravure du jardin de la folie, lors du décollage de la première montgolfière.
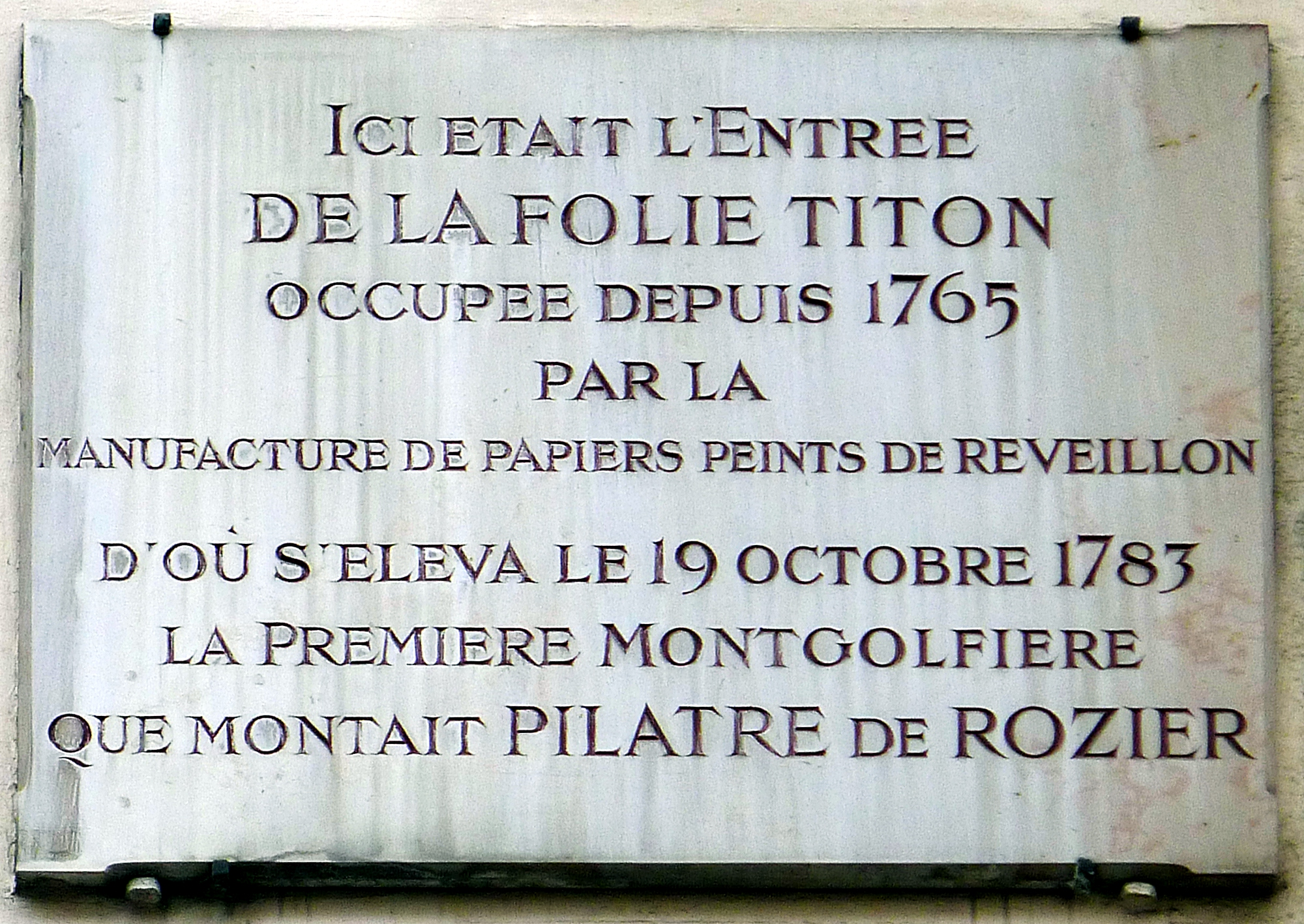

### Révolution française
Fin avril 1789,  Réveillon emploie plus de 300 ouvriers lorsque survient l'« affaire Réveillon » ou « émeute Réveillon ». Quelques jours avant l'ouverture des États généraux qui devait avoir lieu à Versailles, en pleine crise économique, marquée notamment par la cherté du pain, Réveillon propose la détaxation du pain aux portes de Paris, mesure permettant la relance de la consommation tout en permettant de diminuer les salaires en proportion ; seul ce dernier aspect retient l'attention des ouvriers des faubourgs, ce qui provoque une émeute de trois jours dans Paris. C'est l'un des prémices de la Révolution française : de nombreux ouvriers des manufactures et ateliers du faubourg Saint-Antoine, dont cette folie faisait partie, prennent la Bastille le 14 juillet 1789.
La folie Titon est totalement démolie en 1880.

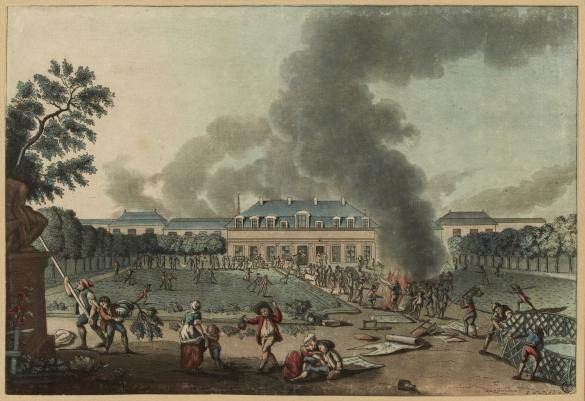
Le saccage de la folie Titon : pillage de la maison Réveillon au faubourg Saint-Antoine, le 28 avril 1789.
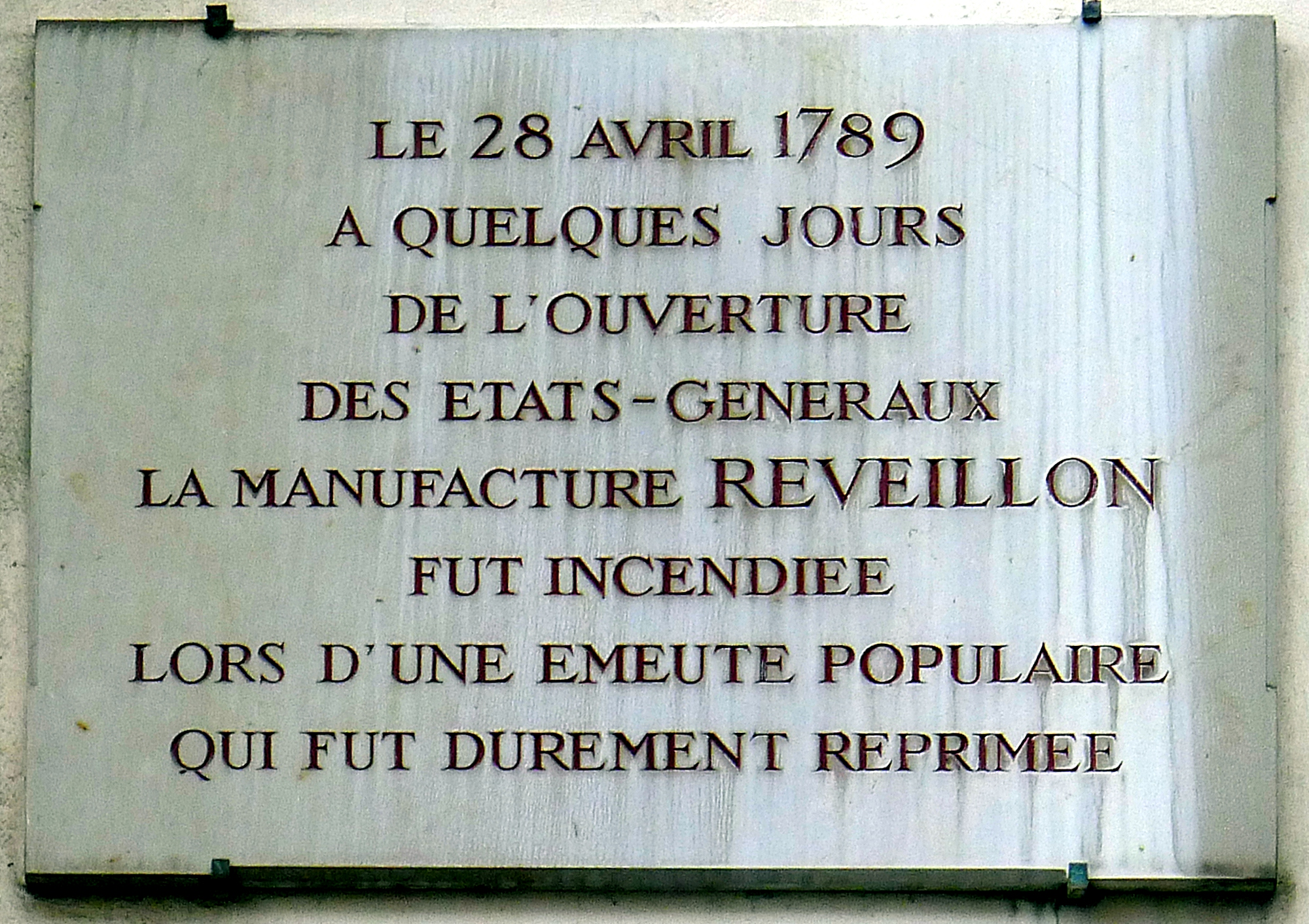

## Dans la littérature
En 1989, l'histoire de la folie Titon et le sac de la propriété servent de toile de fond au roman de Jean Diwo, Le Lit d'acajou, tome 2 de la trilogie Les Dames du Faubourg.
Éric Vuillard, dans 14 juillet, commence son récit par un chapitre racontant le saccage de la folie Titon le 28 avril 1789. 